# コーツランド

南極地図。Coats Landは図の左上方に記されている。

コーツランド（英語: Coats Land）は、南極大陸にある地域の名称。西経20度から西経36度にかけての地域で、ウェッデル海の東岸、ドロンニング・モード・ランドの西側に位置する。

## 地理
コーツランドの海岸は、北東から南西の方向に伸びている。
コーツランドの南東部には南極横断山脈が達しており、それよりも東側（インド洋）のコーツランドは東南極に含まれる。域内にはシャクルトン山脈などの山脈がある。
コーツランドには、イギリスのハリー基地、アルゼンチンのヘネラル・ベルグラノII基地が置かれている。
- ハリー基地
- ヘネラル・ベルグラノII基地
- シャクルトン山脈

### 領有権主張
この地域はイギリスが宣言するイギリス領南極地域（西経20度から西経80度まで）、アルゼンチンが宣言するアルゼンチン領南極（西経25度から西経74度まで）の、それぞれ一部である（南極における領有権主張は南極条約により凍結されている）。2012年にコーツランドの南側から南極点にかけての地域がイギリスによってクイーン・エリザベス・ランドと命名されたが、アルゼンチンは強く反発している。
- 「アルゼンチン領南極地域」
- 「イギリス領南極地域」

## 歴史・名称
コーツランドの北東部分は、1902年から1904年に行われたスコットランド南極探検隊において、ウィリアム・スピアーズ・ブルース隊長によってスコティア号 Scotia から発見された。彼は探検隊の主要な支援者であったジェームズ・コーツ・ジュニアとアンドリュー・コーツ少佐にちなんで、発見した土地を「コーツランド」と名付けた。
1912年、ドイツのヴィルヘルム・フィルヒナーがドイッチュランド号 Deutschland から ルイトポルド・コースト を発見した。
1914年12月から1915年1月にかけて、アーネスト・シャクルトンが率いるイギリスの帝国南極横断探検隊が、ルイトポルド・コーストを目指してウェッデル海を南下した。この時発見された海岸は、「ケアード・コースト」と名付けた。

## 域内の地名

### ケアード・コースト

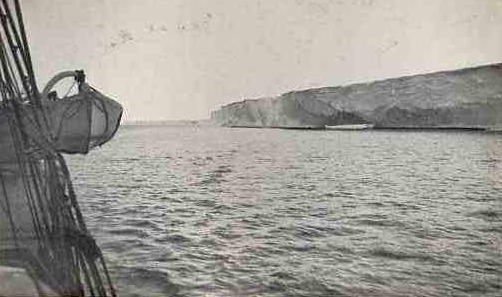
1915年1月、シャクルトンの帝国南極横断探検隊が撮影したケアード・コースト

ケアード・コースト（英語: Caird Coast）は、コーツランドの一部をなす海岸の名称。西経20度にあるスタンコーム＝ウィルス氷河の末端と、西経27度54分にあるヘイズ氷河付近の間を指し、コーツランドの西部にあたる。
1914年12月から1915年1月にかけて、アーネスト・シャクルトンが率いるイギリスの帝国南極横断探検隊は、南方へ向かう探検の際にこの海岸線を発見した。シャクルトンによる発見は、ウィリアム・スピアーズ・ブルースによって発見されたコーツランド北東部と、1912年にヴィルヘルム・フィルヒナーがドイッチュランド号 Deutschland によって発見されていたコーツランド西端のルイトポルド・コーストの間の未知の海岸線を埋めることとなった。
アーネスト・シャクルトンはこの海岸を、当時の探検隊の出資者の一人である、ジェームズ・キー・ケアードにちなんで「ケアード・コースト」と名付けた。